# Wyścig Pokoju Juniorów
Wyścig Pokoju Juniorów (fr. Course de la Paix Juniors) – kolarski wyścig wieloetapowy dla kolarzy w wieku 17–18 lat rozgrywany w Czechach. Zaliczany jest do Pucharu Narodów Juniorów, w którym posiada kategorię 2.Ncup.